# Colección Arqueológica de Galaxidi
La Colección Arqueológica de Galaxidi es una colección o museo de Grecia ubicada en la ciudad de Galaxidi, en Grecia Central.
Esta colección empezó a formarse en 1932, por iniciativa de una asociación juvenil local. Inicialmente se nutría de donaciones privadas y posteriormente fue ampliándose con los hallazgos de las excavaciones de la zona. En 1979 se trasladó al edificio donde está ahora, y la colección se amplió con objetos procedentes del Museo Arqueológico de Delfos hallados en el área de Galaxidi. Este edificio, que es compartido con el Museo Náutico, fue construido en 1868-1870 para ser la sede del Ayuntamiento y otros servicios públicos de la ciudad. En él se inició un proceso de reestructuración desde 2001.

## Colecciones
La colección del museo comprende objetos que abarcan periodos comprendidos entre la Edad del Bronce y la Antigüedad tardía. 
Se divide en tres áreas temáticas. Una está dedicada a la vida cotidiana, en la que se exponen joyas, figurillas, vasos de diversos materiales, lámparas y otros objetos relacionados con la alimentación, el aseo, la actividad textil y las prácticas religiosas. Otra trata el comercio y las actividades marítimas y contiene objetos importados y monedas. La tercera se centra en los objetos hallados en las necrópolis de la zona.
Entre las piezas más importantes de la colección se puede destacar un ánfora con dos asas del periodo heládico antiguo, una diadema de bronce, un pélice de figuras rojas del periodo clásico y un jarrón de vidrio con una inscripción.